# Événement anoxique océanique
Pour les articles homonymes, voir EAO.
Un événement anoxique océanique ou EAO (Oceanic Anoxic Event ou OAE en anglais) est un épisode de forte réduction de la concentration en dioxygène à très grande échelle dans les océans, enregistrés de façon récurrente dans les sédiments au cours de l’histoire géologique de la Terre.

## Étymologie
Le terme anoxique signifie littéralement « dépourvu d’oxygène » (dioxygène).

## Historique
Le concept d’événement anoxique océanique a été introduit pour la première fois par les géologues Seymour O. Schlanger et Hugh C. Jenkyns en 1976.
Il est basé sur les premiers résultats des forages en mer profonde des campagnes du Deep Sea Drilling Project (en), réalisées à partir de 1968 par un groupement d’institutions et d’universités américaines.
Ces données de forages dans les océans Pacifique, Atlantique et Indien, appuyées par des observations à terre dans les Apennins (Italie), ont prouvé la fréquence et l’étendue de dépôts marins pélagiques de couleur grise à noire, car très riches en matière organique, dans les sédiments de deux intervalles du Crétacé.
La préservation de la matière organique (absence d’oxydation) ainsi que l’absence de faune benthique (laminations préservées de l’action d’organismes fouisseurs) témoignent de l’anoxie du milieu de dépôt. Ces sédiments ont ainsi été attribués à des événements de très grande échelle liés à une chute importante de la concentration en dioxygène de l’eau de mer pendant des périodes d’une durée de plusieurs centaines de milliers d’années. Les deux premiers épisodes décrits par Schlanger et Jenkyns en 1976 sont situés au sein du Crétacé dans l’intervalle Aptien-Albien et dans celui du Cénomanien-Turonien.
Rapidement la présence d’autres événements anoxiques océaniques a été signalée dans le Crétacé et le Jurassique et le potentiel roche-mère de ces faciès souligné.
Les sédiments déposés en environnement anoxique montrent fréquemment de fortes teneurs en soufre et la présence d’organismes fossiles (bactéries,…) nécessitant un accès à de l’hydrogène sulfuré (H2S). La présence de ce gaz hautement toxique renforce l’inhospitalité de ces fonds marins.
Ces milieux anoxiques et soufrés sont appelés euxiniques par référence au Pont-Euxin, nom ancien de la mer Noire, qui montre aujourd’hui ce type d’environnement dans ses eaux profondes.

## Causes
Plusieurs processus responsables de la création des événements anoxiques océaniques sont envisagés :
- les températures globalement plus élevées au cours des périodes du Jurassique et du Crétacé réduisent la solubilité du dioxygène dans l’eau de mer et donc favorisent l’anoxie. Ces températures élevées correspondent généralement à des épisodes de transgression marine. L’océan recouvre les zones basses des continents et crée des mers épicontinentales qui, sous les basses latitudes, génèrent des masses d’eau chaudes et sursalées qui peuvent ensuite s’enfoncer dans les zones plus profondes des bassins et créer une stratification de tranches d’eaux anoxiques[4] ;
- la topographie de l’océan Atlantique en voie de création au Crétacé montre un bassin encore étroit. Cela favorise le confinement de ses eaux les plus profondes et donc son anoxie. Ce phénomène peut être renforcé par l’action de courants. L’ensemble crée dans les profondeurs des océans des tranches d’eaux anoxiques plus chaudes et/ou plus salées, délimitées par des haloclines et/ou des thermoclines[4],[5] ;
- des périodes de forte activité volcanique à l’échelle du globe peuvent également être à l’origine d’EAO. L’émission de fortes quantités de gaz carbonique volcanique provoque par effet de serre un réchauffement climatique global qui stimule la production organique. L’accumulation de matière organique dans les océans développe son anoxie ;
- d’autres phénomènes affectant le climat terrestre peuvent également avoir un rôle dans l’avènement des EAO[5] :
  - des changements dans la luminosité solaire ;
  - la dérive des continents qui peut créer des configurations des masses continentales modifiant la circulation des eaux océaniques ;
  - les variations de taille et l'instabilité des calottes polaires.

## Conséquences
En paléoécologie, les EAO sont jugés responsables de plusieurs épisodes d’extinctions massives dans les océans, en particulier au cours des ères Paléozoïque et Mésozoïque.

### Effets atmosphériques
Un modèle proposé par Lee Kump, Alexander Pavlov et Michael Arthur en 2005 suggère que les événements anoxiques océaniques entraînent  des remontées d'eaux riches en sulfure d'hydrogène, hautement toxique, qui est ensuite libéré dans l'atmosphère.
Ce phénomène empoisonne les plantes et les animaux et provoque des extinctions massives. En outre, il a été avancé que le sulfure d'hydrogène s'élève vers la haute atmosphère et attaque la couche d'ozone, ce qui augmente l'impact nocif du rayonnement ultraviolet. 

## Intérêt économique
Les sédiments déposés lors des OAE renferment de grandes quantités de matière organique. 
Ce sont les roches-mères pétrolières les plus prolifiques au monde, à l’origine de la plupart des gisements de pétrole et de gaz naturel.

## Évènements anoxiques océaniques au cours des temps

### Paléozoïque
Le principal EAO du Paléozoïque se situe à la fin de l’Ordovicien et au Silurien. Ce grand épisode d’anoxie globale est entrecoupé de périodes de retour à des conditions normales d’oxygénation des océans. Ces alternances correspondent à des cycles de glaciation/déglaciation.
Lors des phases de déglaciation, les contrastes de température et de salinité entre les eaux de dégel et les eaux chaudes des basses latitudes conduisent à une stratification des eaux océaniques responsable de l’anoxie et de la sédimentation d’argiles noires sur de vastes étendues du globe.
L’événement de Kellwasser de la fin du Dévonien est un épisode important d'anoxie bien attesté en divers points du globe.

### Mésozoïque

#### Jurassique
Un seul événement anoxique clairement documenté existe au Jurassique : l’EAO du Toarcien inférieur daté d’environ 183 millions d’années. Il correspond à une période de réchauffement global, de transgression marine, d’extinction massive des faunes océaniques et d’accumulation de matière organique.
Cet épisode se traduit par le dépôt d’argiles noires reconnues à l’affleurement et en forages dans de nombreux bassins jurassiques. Ces argiles sont dénommées schistes-carton de par leur structure feuilletée et leur consistance particulière.
Des mesures de susceptibilité magnétique et de cyclostratigraphie sur le Toarcien inférieur de Lorraine ont permis d’évaluer à 600 000 ans la durée de cet événement.

#### Crétacé
Deux grands épisodes d’EAO, nommés d’après leurs sigles en anglais OAE 1 et OAE 2, sont présents au Crétacé, comme déjà reconnus par S. Schlanger en 1976:
- OAE 1 dans la partie inférieure de l’étage Aptien, il y a environ 120 millions d’années,
- OAE 2 à la limite entre les étages Cénomanien et Turonien, il y a environ 93 millions d’années.

Ils ont été étudiés à l’affleurement par les géologues italiens dont Guido Bonarelli (it), dans la chaîne des Apennins. Ces EAO s'y traduisent par le dépôt de quelques décimètres d’épaisseur d’argiles noires laminées, tranchant au sein des calcaires blancs ou des argiles varicolores du Crétacé.
Un troisième événement anoxique océanique, connu comme l’OAE 3, existe au Coniacien-Santonien il y a environ entre 90 et 84 millions d’années. Cependant son extension est limitée à la partie centrale de l’océan Atlantique et ses sédiments apparaissent diachrones (d'âges différents) au sein de l’intervalle des deux étages. Cet événement n’est donc pas considéré comme un EAO global, mais comme un épisode d’anoxie à caractère régional.

### Cénozoïque

#### Paléogène
Au cours de l’ère Cénozoïque, l’épisode de maximum thermique du passage Paléocène-Eocène il y a environ 56 millions d’années, correspond à une augmentation rapide des températures mondiales d'environ 6 °C sur seulement 20 000 ans. Ce réchauffement conduit à l’anoxie de certaines eaux océaniques profondes.

#### Quaternaire

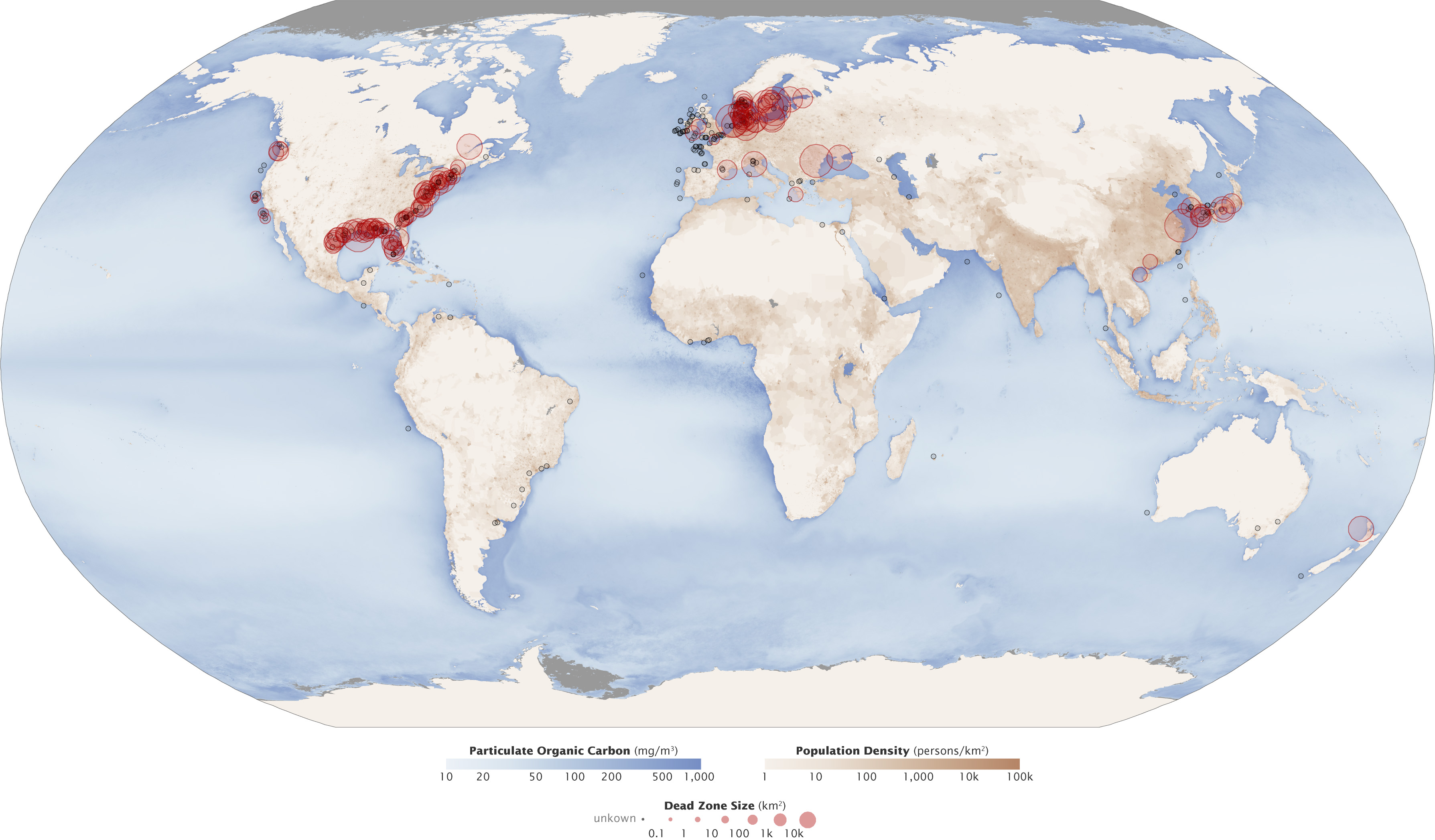
Distribution des zones mortes (cercles rouges) en 2008. Les points noirs indiquent les zones mortes océaniques de taille inconnue.

Depuis l’EAO du passage Paléocène-Eocène, les océans n’ont pas connu d’événements anoxiques à grande échelle.
On observe aujourd’hui, en plusieurs points de la planète, des environnements anoxiques comme ceux de la mer Noire, de la mer Morte et de la baie de Chesapeake sur la côte atlantique des États-Unis.
Depuis le milieu du XXe siècle, les activités humaines sont responsables du développement exponentiel de nombreuses zones anoxiques artificielles, appelées zones mortes. Ces régions se sont développées sur les côtes atlantiques des États-Unis et de l’Europe ainsi que sur les côtes pacifiques du Japon, de la Corée du Sud et de la Chine.
Durant les époques géologiques récentes le taux d'oxygène de l'air semble être toujours resté relativement élevé mais les océans sont bien plus vulnérables à l'anoxie que l'atmosphère. Une crise mondiale d'anoxie océanique prend habituellement des milliers d'années pour se développer. Les concentrations d'oxygène océanique actuellement en déclin dans l'océan laissent penser qu'une telle crise pourrait être à nouveau en préparation.